# 徐輝祖

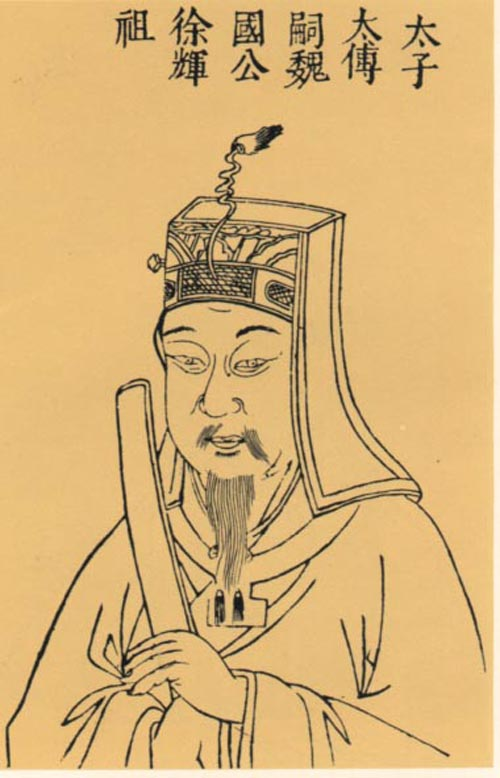
徐輝祖

徐 輝祖（じょ きそ、? - 1407年）は、明初の武人。朱元璋（洪武帝）の盟友として明朝創建に貢献した徐達の長男として生まれる。姉は永楽帝の皇后である徐皇后。元の名は允恭だったが、皇太孫朱允炆の諱をはばかって輝祖に改名した。

## 生涯
徐達の存命中は左軍都督府事職に就いており、洪武18年（1385年）の徐達の死去にともなって跡を継ぎ、魏国公となった。陝西、北平、山東、河南で軍務に携わり、降伏した北元の将軍アロ・テムルが反乱を企てるとこれを討つ。
建文元年（1399年）の靖難の変では、南京に留め置かれていた甥の朱高煦が輝祖の持つ名馬を駆って朱棣の元に逃亡すると、追手を差し向けるも逃げ切られるが、報告を聞いた建文帝は彼の実直さを信任するようになった。建文4年（1402年）に朝廷の命を受けて出陣、斉眉山で燕軍を破る。この一戦は燕軍を大いに恐れさせたが、輝祖が南京に召還されると、孤立した淮北の官軍は敗北を重ねた。朱棣が長江を渡った後も抗戦、南京が陥落したときに彼は朱棣を迎えようとせず、一人父の祠堂を守っていた。この振る舞いに朱棣は激怒したが、徐輝祖が元勲の子であり、また極刑を免じられる鉄券（丹書鉄券）を所有していたため処刑には至らず、爵位を没収されて邸宅に幽閉され、永楽5年（1407年）に没した。

## 死後
輝祖の死後、永楽帝は「中山王徐達の名跡が絶えてはならない」という理由で、輝祖の長子である徐欽に魏国公位を継がせた。以後、徐達の子孫は明末まで南京に住んだ。
万暦帝の治世に、朝廷によって建文帝の忠臣たちを祀る廟が建てられた際に、輝祖が廟に祭られる忠臣の筆頭とされた。また、太師と忠貞の諡を追贈もされており、死後に名誉が回復された。